# William Roberton Pihl
William Roberton Pihl, född 1859, död 1945, var en norsk ingenjör och industriman. Han var son till Oluf Pihl.
Efter att ha studerat vid Polytechnikum i Dresden 1877–79 och praktisk satt sig in i textilfabrikation i England 1881–83 var han verksam vid Kristiania seildugsfabrik, där han slutligen var teknisk ledare 1890–95. År 1886 hade han vid sidan härav grundlagt den Norske fiskegarnsfabrik, som under hans disponenttid vid "Seildugen" sammanslogs med denna, men 1895 åter utbröts med Pihl som direktör och driftsledare. Denna fabrik uppdrev han senare betydligt. Han var från 1904 ordförande i de Norske tekstilfabrikanters forening och ledamot av Norsk Arbeidsgiverforenings centralstyrelse. Dessutom hade han ledande roll i olika ekonomiska företag och institutioner.